# Durham (contea)
Durham (pronuncia [dʌrəm]) è una contea del Nord Est dell'Inghilterra, nel Regno Unito.

## Geografia fisica
La contea confina a nord con le contee di Tyne and Wear e di Northumberland, ad ovest confina con la contea di Cumbria, a sud con il North Yorkshire ed a est è bagnata dal Mare del Nord. Larga parte del confine meridionale è segnato dal fiume Tees e buona parte di quello settentrionale dal fiume Derwent.
Il territorio dalla contea è diviso in due aree distinte. Ad ovest è prevalentemente collinoso essendo attraversato dalla catena orientale dei Pennini da cui scendono i fiumi Tees e Wear. Ad est viceversa è in parte ondulato e digradante verso una pianura costiera. In prossimità della costa sono situate le aree fortemente urbanizzate di Stockton-on-Tees, Billingham e Hartlepool. A nord di queste è situata la città di Peterlee poco distante dalla costa. Nell'entroterra, nella valle del Wear, è posto lo storico capoluogo di contea, la città di Durham, e le cittadine di Chester-le-Street e Bishop Auckland. Più a sud incontriamo Newton Aycliffe e all'estremo sud, sul fiume Tees sorge il grosso centro urbano di Darlington.

## Geografia antropica

### Suddivisioni amministrative
La contea era divisa nei seguenti distretti: City of Durham, Easington, Sedgefield, Teesdale, Wear Valley, Derwentside e Chester-le-Street. Furono tutti aboliti nel 2009.
Hartlepool, Darlington e la parte posta a nord del fiume Tees di Stockton-on-Tees costituiscono delle unitary authority indipendenti, facenti parte della contea prevalentemente per motivi cerimoniali.

#### Suddivisioni
|  | 1. Città di Durham (1974-2009) 2. Easington 3. Sedgefield 4. Teesdale 5. Wear Valley 6. Derwentside 7. Chester-le-Street Tutte le suddette sono estinte in passato. Restano i distretti sottostanti: 8. Hartlepool (autorità unitaria) 9. Darlington (autorità unitaria) 10. Stockton-on-Tees (autorità unitaria)* * Solo la parte del borough di Stockton-on-Tees a nord del fiume Tees. |

## Monumenti e luoghi d'interesse

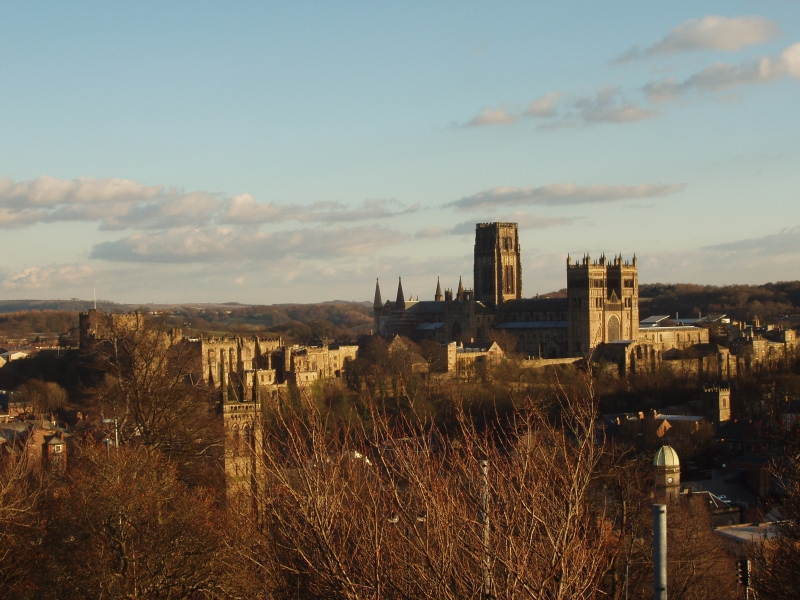
Vista della cattedrale e del castello di Durham

- Auckland Castle, residenza del vescovo di Durham a Bishop Auckland
- Barnard Castle, imponente castello di origine normanna.
- Beamish Museum, a Stanley museo all'aperto con ricostruzioni del 1913.
- Bowes Museum, nel castello di Barnard ricco museo con, fra gli altri, dipinti di El Greco, Goya, Canaletto, Boucher e Fragonard.
- Cascate di High Force e Low Force sul fiume Tees.
- Castello e Cattedrale di Durham, Patrimonio dell'Umanità.
- Causey Arch, ponte vicino Stanley. È il più antico ponte ferroviario al mondo costruito nel 1725-1726.
- Chiesa di Escomb, vicino a Bishop Auckland, una delle più antiche chiese Anglo-Sassoni dell'Inghilterra fondata all'incirca nel 670.
- Finchale Priory, non lontana da Durham
- Hamsterley Forest
- Locomotion Railway Museum, museo con una collezione di 60 locomotive a Shildon, sezione del National Railway Museum.
- Raby Castle, vicino Staindrop uno dei più grandi castelli disabitati d'Inghilterra, con ricchi interni del XVIII e del XIX secolo.
- Tanfield Railway, ferrovia a vapore che in parte usa la linea del 1725 (a quel tempo con vagoni trainati da cavalli).

## Società

### Tradizioni e folclore
Secondo leggende tradizionali del nord-est dell'Inghilterra, la contea di Durham sarebbe stata teatro delle vicende legate a una mostruosa creatura denominata Lambton Worm all'epoca delle Crociate.